# Клиника Мейо

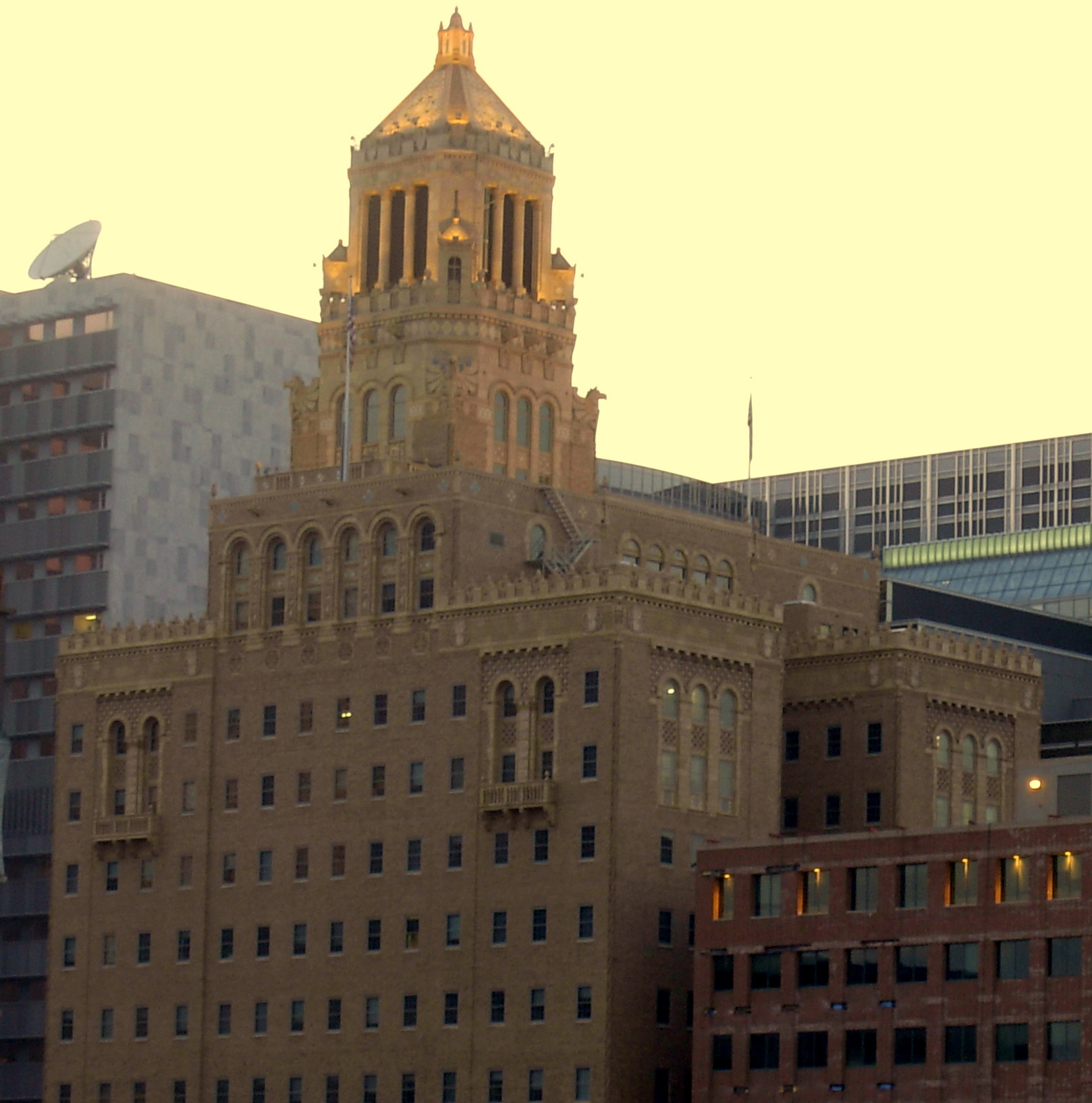
Здание Пламмера

Кли́ника Ме́йо (Mayo Clinic) — некоммерческая организация, один из крупнейших частных медицинских и исследовательских центров мира. Основной работодатель и градообразующее предприятие американского города Рочестер (штат Миннесота). Здания клиники занимают значительную часть городского центра.
Доктор Уильям Уарелл Мейо (1819—1911) был направлен по распределению в Рочестер в 1863 году, в связи с событиями Гражданской войны. Он решил остаться в этом городке насовсем и через год перевёз в Рочестер свою семью. После четверти века медицинской практики на пожертвования женского монастыря св. Франциска (англ.), признательного ему за помощь в ликвидации последствий разрушительного урагана, он открыл в 1889 году клинику.

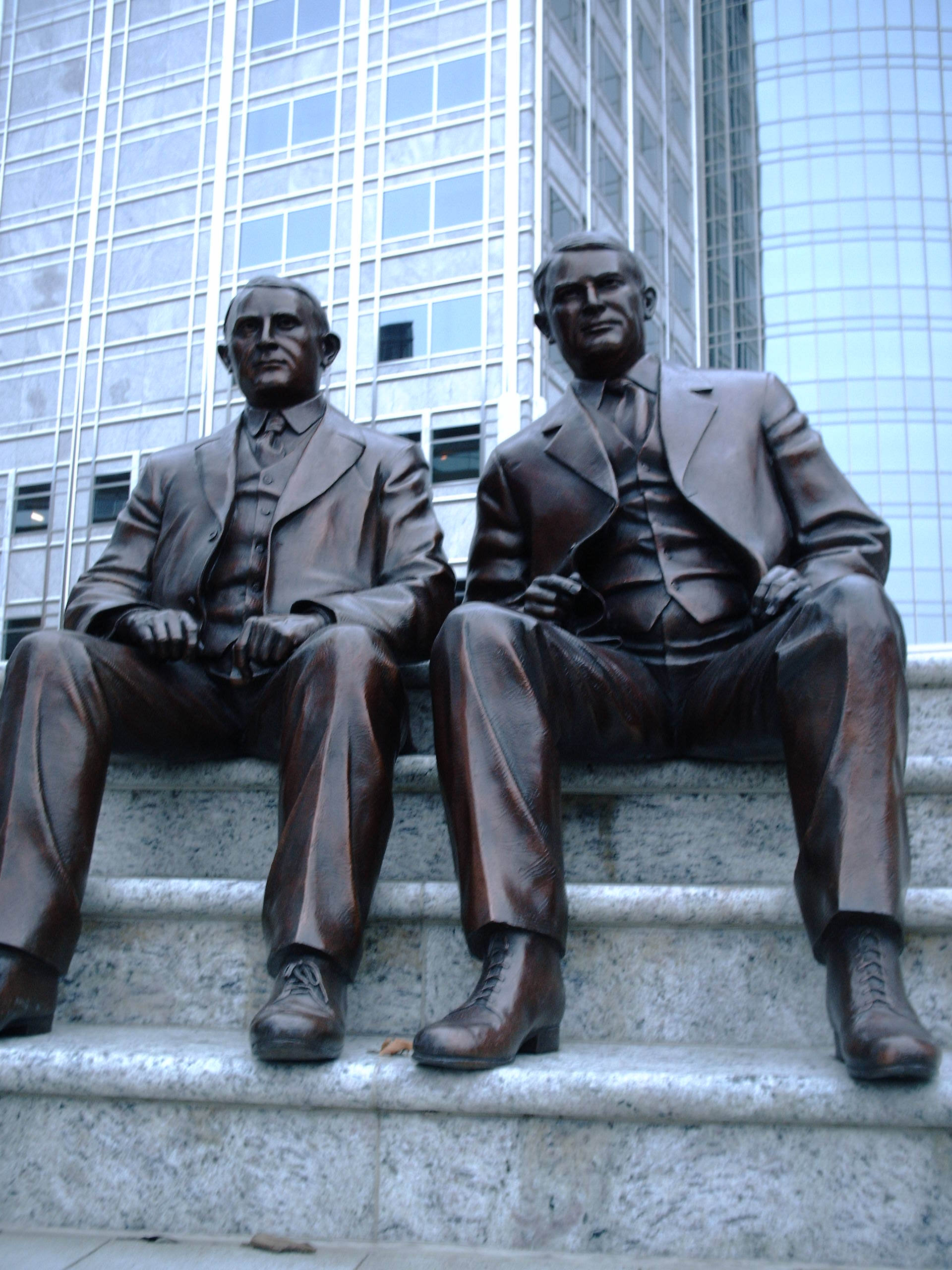
Памятник братьям Мейо

До 1939 года клинику возглавляли два его сына — Уильям Джеймс и Чарлз Хорас. Превращением в медицинский центр национального масштаба учреждение обязано их партнёру Генри Стэнли Пламмеру (1874—1936), который внедрял новаторские подходы к диагностике, разработал оригинальную систему учёта пациентов. Его имя носит старейшее здание кампуса, построенное в 1927 году в стиле ар-деко. На тот момент это здание было самым высоким в штате. В 1969 году внесено в Национальный реестр исторических мест США.
По состоянию на 2012 год клиника Мейо является образцовым медицинским центром, в котором работают 50,9 тысяч человек, среди которых 3 800 докторов и учёных. Выручка клиники за 2012 год превысила $8,8 млрд; порядка $500 млн выделяется на научные исследования. Годовая выручка клиники в 2013 году по данным Forbes составила $3,74 млрд. При больнице действует престижное медицинское училище. Лечебные учреждения под эгидой Mayo Clinic работают в 70 городах США, наиболее крупные подразделения — в Финиксе и Джексонвилле.